# 38-й Берлинский международный кинофестиваль
38-й Берлинский международный кинофестиваль прошёл с 12 по 23 февраля, 1988 года в Западном Берлине.

## Жюри
- Гульельмо Бираги (председатель жюри)
- Эллен Бёрстин
- Хайнер Каров
- Эберхард Юнкерсдорф
- Том Ладди
- Хайнц Ратсак
- Даниэль Шмид
- Андрей Смирнов
- Тильда Суинтон
- Анна-Лена Вибом
- Павлос Заннас

## Конкурсная программа
- Время охоты, режиссёр Эрден Кирал
- Теленовости, режиссёр Джеймс Л. Брукс
- Долг, режиссёр Мигель Перейра
- Раздели бремя ближнего, режиссёр Лотар Варнеке
- Уровень ноль, режиссёр Брюс Майлз и Майкл Паттинсон
- Преступники, режиссёр Франци Слак
- Харрапельехос режиссёр Антонио Хименес Рико
- Комиссар (1988 ), режиссёр Александр Аскольдов
- Мастер кунг-фу режиссёр Аньес Варда
- Школа жизни режиссёр Уиллиям Д. МакГилливрай
- Мама Круль и её сыновья режиссёр Януш Заорский
- Во власти Луны режиссёр Норман Джуисон
- Возвращение режиссёр Буддхадев Дасгупта
- Бесы режиссёр Анджей Вайда
- Красный гаолян режиссёр Чжан Имоу
- Теофилос режиссёр Лакис Папастатис
- Уолкер режиссёр Александр Кокс
- Куда? режиссёр Херберт Ахтернбуш
- Ясемин режиссёр Харк Бом

## Награды
- Золотой медведь:
  - Красный гаолян, режиссёр Чжан Имоу
- Золотой медведь за лучший короткометражный фильм:
  - Область
- Серебряный медведь:
  - Долг
- Серебряный медведь за лучшую мужскую роль:
- Йорг Позе — Раздели бремя ближнего
  - Манфред Мок — Раздели бремя ближнего
- Серебряный медведь за лучшую женскую роль:
  - Холли Хантер — Теленовости
- Серебряный медведь за лучшую режиссёрскую работу:
  - Норман Джуисон — Во власти Луны
- Серебряный медведь за лучший короткометражный фильм:
  - Любовь с первого взгляда
- Серебряный медведь за выдающиеся персональные достижения:
  - Януш Заорский — Мама Круль и её сыновья
- Серебряный медведь - специальный приз жюри:
  - Комиссар
- Почётный приз Berlinale Camera Award:
  - Ричард Аттенборо
  - Чак Берри
  - Эллен Бёрстин
- Детская секция фестиваля: Приз сенатора в честь женщин, молодости и семьи:
  - Трус
- Приз Teddy (кино, посвящённое теме сексуальных меньшинств):
- Приз Teddy за лучший короткометражный фильм:
  - Алфалфа
  - Права и реакции: Права лесбиянок и геев в суде
- Приз Teddy за лучший документальный фильм
  - Луг вещей
- Приз Teddy за лучший художественный фильм:
  - На Англию прощальный взгляд
- Приз международной ассоциации кинокритиков (ФИПРЕССИ):
- Приз ФИПРЕССИ (конкурсная программа)
  - Комиссар
- Приз ФИПРЕССИ (программа «Форум»):
  - Дани, Мичи, Ренато и Макс
- Приз международной ассоциации кинокритиков - почётное упоминание:
- Приз международной ассоциации кинокритиков - почётное упоминание (конкурсная программа):
  - История Аси Клячиной, которая любила, да не вышла замуж
  - Мама Круль и её сыновья
- Приз имени Отто Дибелиуса международного евангелического жюри:
- Приз имени Отто Дибелиуса международного евангелического жюри (конкурсная программа)
  - Комиссар
- Приз имени Отто Дибелиуса международного евангелического жюри (программа «Форум»):
  - Индеец
- Приз «Интерфильма» - почётное упоминание:
- Приз «Интерфильма» - почётное упоминание (конкурсная программа):
  - Долг
  - Раздели бремя ближнего
- Приз «Интерфильма» - почётное упоминание (программа «Форум»)
  - Семейный просмотр
  - Страна саг
- Приз Международной Католической организации в области кино (OCIC):
- Приз Международной Католической организации в области кино (конкурсная программа):
  - Комиссар
- Приз Международной Католической организации в области кино - почётное упоминание:
- Приз Международной Католической организации в области кино - почётное упоминание (конкурсная программа):
  - Долг
- Приз Международной Католической организации в области кино - почётное упоминание (программа «Форум»):
  - Имя бога
- Приз Европейской конфедерации художественного кино:
- Приз Европейской конфедерации художественного кино (программа «Форум»):
  - На Англию прощальный взгляд
- Приз Европейской конфедерации художественного кино (программа «Панорама»)
  - Ледокол
  - Терирем
- Приз Международного центра фильмов для детей и молодежи (C.I.F.E.J.):
  - Братишка
- Приз Международного центра фильмов для детей и молодежи (C.I.F.E.J.) - особое упоминание:
  - Мистер Бом
- Премия Детского фонда ООН (UNICEF):
  - Трус
- Премия Детского фонда ООН - особое упоминание:
  - Братишка
  - Возвращение Робина Гуда:
- Приз Caligari за инновации в Программе молодого кино:
  - Человек с тремя гробами
- Приз Peace Film Award:
  - Подпись: Лино Брока
- Приз Peace Film Award - почётное упоминание:
  - Клич свободы
  - Риск
  - Имя бога
- Приз газеты Berliner Morgenpost:
  - Раздели бремя ближнего
- Приз газеты Zitty
  - Babo seoneon